# Noël des enfants qui n'ont plus de maison
Noël des enfants qui n'ont plus de maison est un chant de Noël, pour voix et piano, composé en décembre 1915 par Claude Debussy, auteur des paroles et de la mélodie, et publié l'année suivante à Paris par  Auguste Durand.
La chanson faite en pleine Première Guerre mondiale, est une condamnation de l'Occupation de la France par l'Allemagne. Cette pièce patriotique est la dernière chanson qu'il composera.

## Histoire
Claude Debussy, malade d'un cancer pendant cette période, composa très peu ; il a écrit la chanson à la veille d'une opération chirurgicale.

## Paroles
Le texte est une prière des enfants français, des orphelins et des sans-abri, qui font appel à l'Enfant-Jésus, pour les venger (eux et les enfants belges, polonais, serbes) en infligeant un châtiment sévère aux envahisseurs allemands ou en ne leur rendant pas visite le jour de Noël. Pour ce Noël, ils ne demandent pas des jouets, mais le pain pour survivre, ainsi que la France gagne la guerre. 
Nous n’avons plus de maisons !

Les ennemis ont tout pris, tout pris, tout pris,

Jusqu’à notre petit lits!

Ils ont brûlé l’école et notre maître aussi,

Ils ont brûlé l’église et monsieur Jésus-Christ,

Et le vieux pauvre qui n’a pas pu s’en aller!

Nous n’avons plus de maisons!

Les ennemis ont tout pris, tout pris, tout pris,

Jusqu’à notre petit lit!
Bien sûr! Papa est à la guerre,

Pauvre maman est morte!

Avant d’avoir vu tout ça.

Qu’est-ce que l’on va faire ?

Noël, petit Noël, n’allez pas chez eux, n’allez plus jamais chez eux, punissez-les !

Vengez les enfants de France !

Les petits Belges, les petits Serbes, et les petits Polonais aussi !

Si nous en oublions, pardonnez-nous.

Noël ! Noël ! surtout, pas de joujoux,

Tâchez de nous redonner le pain quotidien.
Nous n’avons plus de maisons!

Les ennemis ont tout pris, tout pris, tout pris.
Jusqu’à notre petit lit!

Ils ont brûlé l’école et notre maître aussi,

Ils ont brûlé l’église et monsieur Jésus-Christ,

Et le vieux pauvre qui n’a pas pu s’en aller !
Noël ! Écoutez-nous, nous n’avons plus de petits sabots!

Mais donnez la victoire aux enfants de France.

## Les interprétations
- Pierrette Alarie
- Jeanine Micheau et Aldo Ciccolini
- Victoria de los Ángeles et Gonzalo Soriano
- Nina Dorliak
- Véronique Gens
- Petits Chanteurs de Paris
- Spivey Hall Children's Choir